# فابيان جوزيف (لاعب هوكي جليد)
فابيان جوزيف هو لاعب هوكي جليد كندي، ولد في 5 ديسمبر 1965 في سيدني ‏ في كندا.

## وصلات خارجية
- فابيان جوزيف على موقع دوري الهوكي الوطني (الإنجليزية)
- فابيان جوزيف على موقع EliteProspects.com (الإنجليزية)
- فابيان جوزيف على موقع HockeyDB.com (الإنجليزية)
- فابيان جوزيف على موقع أوليمبيديا (الإنجليزية)